# The Hoosiers
The Hoosiers («Хузирс», произносится /ˈhuːʒɪəz/) — инди-рок-группа из Лондона. Со слов самих музыкантов, наибольшее влияние на них оказали The Cure, Джефф Бакли (Jeff Buckley) и The Flaming Lips.
Их первый сингл «Worried About Ray» достиг 5-го места в UK Singles Chart в июле 2007. В октябре 2007 вышел их дебютный альбом The Trick to Life, который стал номером 1 в чартах альбомов.

## Состав
- Irwin Sparkes (вокал, гитара)
- Martin Skarendahl (бас) — покинул группу в 2015 году
- Alfonso "Alan" Sharland (ударные)
- Sam Swallow (клавишные) — покинул группу в 2016 году

## История
История группы началась с дружбы двух будущих участников группы, Ирвина (Irwin Sparkes) и Альфонсо (Alphonso Sharland). Учиться лучшие друзья поехали в институт Индианаполиса. Уже тогда Ирвин показывал похвальную работоспособность: несмотря на то, что у него была астма, он с Альфонсо сумел выиграть важный турнир по футболу. Одновременно друзья занимались сочинением песен. Когда материала набралось достаточно для выпуска альбома, они вернулись в Лондон, где встретили шведа Мартина (Martin Skarendahl), в прошлом пожарного. Мартин работал звукоинженером на студии и помог Ирвину и Альфонсо записать альбом. В процессе работы они так сблизились, что Мартин стал третьим участником группы. Первоначально группа называлась The Hoosier Complex, затем название слегка поменяли и оно приняло настоящий вид — The Hoosiers. Слово «hoosier» в английском языке означает коренного жителя Индианы. Кроме того, студенческая команда университета, в котором учились Ирвин и Альфонсо, имеет прозвище «Hoosiers», так что нетрудно догадаться, откуда появилось название группы.

## Начало карьеры группы
Продюсером дебютного альбома группы выступил Тоби Грэфти-Смит (Toby Grafty-Smith), бывший участник Jamiroquai. Широкая общественность узнала о группе в июле 2007-го, когда никому не известные новички попали сразу на 5-е место национального британского чарта с синглом Worried About Ray. Песня целых 7 недель провела в Топ10 чарта, интерес публики к новичкам возрастал с каждым днем. И в октябре 2007-го группа подтвердила успех выпуском сингла Goodbye Mr A, достигшего 4-го места в национальном британском чарте. А ведь на тот момент у The Hoosiers не было выпущено ни одного альбома! Релиз дебютного диска The Trick To Life был назначен на 22 октября. Участники группы говорили, что альбом удивит слушателей. Так и получилось. На альбоме причудливым образом сочетается множество жанров. The Hoosiers создают песни необычные, порой мелодично-грустные (но вместе с тем насмешливо-самоуверенные) — вроде Clinging On For Life, а иногда — неожиданные соединения танцевальных мелодий и rock-n-roll настроения (вроде Сops And Robbers), в которых слышится что-то, напоминающее Franz Ferdinand.
Альбом The Trick To Life дебютировал сразу же на 1-м месте, что удаётся очень немногим новичкам. Конечно, пока The Hoosiers малоизвестны за пределами Соединенного Королевства. Но их синглы уже были замечены в европейских национальных чартах, а некоторые российские радиостанции взяли в ротацию синглы группы. Так что известность и мировая слава непременно придут к The Hoosiers, главное — делать и в дальнейшем такую же качественную музыку, как и на дебютном альбоме The Trick To Life.
Кстати, сами музыканты не причисляют себя к инди, заявляя, что The Hoosiers «хотели бы быть инди, но пока недостаточно хороши для этого». Впрочем, успех в Британии говорит о том, что ребята просто скромничают. Участники группы говорят, что хотят вкладывать в тексты нечто большее, чем просто «мальчики и девочки ищут любовь», и пока у них это получается.
Группа выпустила новый альбом «The Illusion of Safety» в августе 2010 года.

## Дискография
- 2007 — Trick To Life
- 2010 — The Illusion Of Safety
- 2014 — The News from Nowhere
- 2015 — The Secret Service
- 2023 — Confidence